# Robert Jungk
Robert Jungk, nato Robert Baum (Berlino, 11 maggio 1913 – Salisburgo, 14 luglio 1994), è stato un giornalista e saggista austriaco.
Studioso di futurologia, con particolare interesse ai rischi legati alle armi nucleari, è autore di saggi d'inchiesta, tra cui II futuro è già cominciato (Die Zukunft hat schon begonnen, 1952) e Gli apprendisti stregoni (Heller als tausend Sonnen, 1956), di successo internazionale.